# USS Essex (CV-9)
«Эссекс» (англ. USS Essex (CV/CVA/CVS-9)) — американский авианосец времён Второй мировой войны, головной корабль своего типа, эксплуатировавшийся в период с 1942 года по 1969 год.

## Строительство
Заложен 28 апреля 1941 года на верфи Newport News Shipbuilding. Спущен на воду 31 июля 1942 года.

## Служба
Вступил в строй 31 декабря 1942 года. 31 мая 1943 года прибыл в Перл-Харбор. Участвовал во многих сражениях на Тихоокеанском театре военных действий, получив 13 боевых звёзд, второе после Энтерпрайза число наград среди авианосецев. 25 ноября 1944 года подвергся атаке японского лётчика-камикадзе, приведшей к серьёзным повреждениям авианосца и гибели 15 членов экипажа. После ремонта возобновил боевые операции.
9 января 1947 года выведен в резерв.
Модернизировался по проекту SCB-27 и вновь введён в строй 15 января 1951 года.
В сентябре 1951 года самолёт при посадке врезался в группу стоявших на палубе самолётов, вызвав пожар. Погибло 20 человек и сгорело 10 самолётов.
1 октября 1952 года переклассифицирован в CVA-9. С 26 июня 1951 по 25 марта 1952 и с 16 июня 1952 по 6 февраля 1953 года участвовал в боевых действиях в Корее.
В марте 1956 года вернулся в строй после модернизации по проекту SCB-125. Переведен в состав шестого флота ВМФ США на Атлантический океан и нёс службу в Средиземном море.
15 июля 1958 года, во время междоусобицы в Ливане, обеспечивал прикрытие высадки 1800 морских пехотинцев в Бейруте для защиты американских граждан.
28 августа 1958 года прошёл через Суэцкий канал в Индийский океан. Миновав Тайвань и Панамский канал, прибыл в США.
В 1959 году у берегов Флориды вновь два самолёта столкнулись на палубе, вызвав пожар. 8 марта 1960 года переклассифицирован в CVS-9.
В октябре 1962 года во время Карибского кризиса участвовал в блокаде Кубы.
В рамках бюджета 1962 года модернизирован по программе FRAM.
10 ноября 1966 года во время учений НАТО в Северной Атлантике столкнулся с атомной подводной лодкой «Наутилус», получив подводную пробоину.
В январе 1967 года сел на мель у побережья Пуэрто-Рико, получив серьёзные повреждения.
22 октября 1968 года принимал участие в обеспечении посадки космического корабля «Аполлон-7».
30 июня 1969 года выведен из боевого состава флота в резерв, а 1 июня 1973 года списан и сдан на слом.